# Ayrspeed-Manx

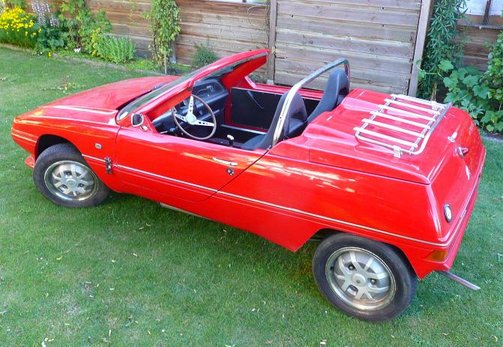
Manx

Ayrspeed-Manx, zuvor Manx Cars, war ein britischer Hersteller von Automobilen.

## Unternehmensgeschichte
Jim Clark gründete 1991 das Unternehmen Manx Cars in Riseley in der Grafschaft Berkshire. Er begann mit der Produktion von Automobilen und Kits. Der Markenname lautete Manx. 1998 erfolgte die Umfirmierung in Ayrspeed-Manx und der Umzug nach Reading, ebenfalls in Berkshire. Iain Ayr war zeitweise beteiligt. 2000 endete die Produktion. Insgesamt entstanden etwa neun Exemplare.
Fereday Cars aus Hartley Wintney unter Leitung von Alan Fereday setzte die Produktion von 2000 bis 2002 unter dem Markennamen Vario fort.

## Fahrzeuge
Im Angebot stand nur ein Modell. Dies war ein offenes Fahrzeug auf Basis des Citroën 2 CV und bot wahlweise Platz für zwei oder vier Personen. Ab 1993 war ein Hardtop erhältlich.